# Eleanor Bron
Eleanor Bron (Stanmore, 14 marzo 1938) è un'attrice e sceneggiatrice britannica.
È nota in Italia soprattutto per le sue interpretazioni in Aiuto! (1965), La piccola principessa (1995), nel ruolo della perfida Miss Maria Minchin, e per aver interpretato Augusta Colt in Wimbledon (2004).

## Biografia
Nata a Stanmore, in Inghilterra, nel 1938 da una famiglia ebrea, frequentò la North London Collegiate School e il Newnham College a Cambridge.
Iniziò la sua carriera nella rivista nel Cambridge Footlights nel 1959, mentre esordì nel cinema nel 1964. Tra le sue apparizioni, da ricordare quella nel film Aiuto! (1965) dei Beatles; come dichiarato da Paul McCartney, il suo nome ispirò il musicista inglese per il personaggio protagonista della sua composizione Eleanor Rigby.
È stata sposata con l'architetto Cedric Price, morto nel 2003.

## Filmografia

### Attrice

#### Cinema
- Aiuto! (Help!), regia di Richard Lester (1965)
- Alfie, regia di Lewis Gilbert (1966)
- Due per la strada (Two for the Road), regia di Stanley Donen (1967)
- Il mio amico il diavolo (Bedazzled), regia di Stanley Donen (1967)
- A Touch of Love, regia di Waris Hussein (1969)
- Donne in amore (Women in Love), regia di Ken Russell (1969)
- The National Health, regia di Jack Gold (1973)
- Pianorama, regia di Richard Taylor (1974)
- The Day Christ Died, regia di James Cellan Jones (1980)
- Tartaruga ti amerò (Turtle Diary), regia di John Irvin (1985)
- Mister Clay, Mister Clay, regia di Brian Mills (1985)
- La piccola Dorrit (Little Dorrit), regia di Christine Edzard (1988)
- Deadly Advice, regia di Mandie Fletcher (1994)
- Black Beauty, regia di Caroline Thompson (1994)
- La piccola principessa (A Little Princess), regia di Alfonso Cuarón (1995)
- Saint-Ex, regia di Anand Tucker (1996)
- Wyrd Sisters, regia di Jean Flynn (1997)
- La casa della gioia (The House of Mirth), regia di Terence Davies (2000)
- Iris - Un amore vero (Iris), regia di Richard Eyre (2001)
- The Heart of Me, regia di Thaddeus O'Sullivan (2002)
- Corrispondenza d'amore (Love's Brother), regia di Jan Sardi (2004)
- Wimbledon, regia di Richard Loncraine (2004)
- StreetDance 3D, regia di Max Giwa e Dania Pasquini (2010)
- A Royal Weekend (Hyde Park on Hudson), regia di Roger Michell (2012)

#### Televisione
- Not So Much a Programme, More a Way of Life - serie TV, 4 episodi (1964-1965)
- Second City Reports - serie TV, episodi 1x01-1x41-1x47 (1964-1965)
- Mystery and Imagination – serie TV, episodio 1x07 (1966)
- Thirty-Minute Theatre – serie TV, episodio 2x10 (1966)
- A Series of Bird's – serie TV, episodi 1x01-1x03 (1967)
- World in Ferment – serie TV, 6 episodi (1969)
- Oh in Colour – serie TV, episodio 1x01 (1970)
- Cucumber Castle, regia di Hugh Gladwish - film TV (1970)
- Beyond a Joke – serie TV (1972)
- Full House – serie TV, 1 episodio (1973)
- The Aweful Mr. Goodall – serie TV, episodio 1x01 (1974)
- After That, This – serie TV, vari episodi (1975)
- Making Faces – serie TV, episodio 1x02 (1975)
- Ten from the Twenties – serie TV, episodio 1x04 (1975)
- Shades of Greene – serie TV, episodio 2x05 (1976)
- Crown Court - serie TV, episodi 4x03-6x40 (1975-1977)
- Le avventure di Bailey (Rumpole of the Bailey) – serie TV, episodio 2x03 (1978)
- ITV Playhouse – serie TV, episodi 2x36-12x01 (1969-1980)
- BBC2 Playhouse – serie TV, 1 episodio (1980)
- Yes Minister – serie TV, episodio 3x01 (1982)
- Il mastino di Baskerville (The Hound of the Baskervilles), regia di Douglas Hickox - film TV (1983)
- Pinkerton's Progress – serie TV, vari episodi (1983)
- Il brivido dell'imprevisto (Tales of the Unexpected) – serie TV, episodio 6x11 (1983)
- Play for Today – serie TV, episodi 9x01-14x5 (1978-1984)
- Sharing Time – serie TV, episodio 1x08 (1984)
- Doctor Who – serie TV, episodi 17x8-22x12-22x13 (1979-1985)
- A Month in the Country - film TV, regia di Bill Hays (1985)
- Alice in Wonderland – serie TV, episodi 1x03-1x05 (1985)
- Screen Two – serie TV, episodio 3x12 (1987)
- Forty Minutes - serie TV, narratore episodio 7x12 (1987)
- French and Saunders – serie TV, episodio 3x04 (1987)
- The Attic: The Hiding of Anne Frank - film TV, regia di John Erman (1988)
- Intrigue - film TV, regia di David Drury (1988)
- Chancer – serie TV, episodio 1x06 (1990)
- The Play on One – serie TV, 1 episodio (1990)
- Boon – serie TV, episodio 5x04 (1990)
- Screenplay – serie TV, episodio 6x07 (1991)
- Heartbeat – serie TV, episodio 1x08 (1991)
- Alleyn Mysteries – serie TV, episodio 1x03 (1993)
- Micky Love - film TV, regia di Nick Hamm (1993)
- Paris – serie TV, episodio 1x01 (1994)
- Shakespeare: The Animated Tales – serie TV, episodio 2x01 (1994)
- The Blue Boy - film TV, regia di Paul Murton (1994)
- Ruth Rendell Mysteries – serie TV, episodi 8x04-8x05 (1995)
- Wycliffe – serie TV, episodio 2x04 (1995)
- Vanity Fair – serie TV, episodi 1x03-1x04-1x05 (1998)
- Hippies – serie TV, episodio 1x03 (1999)
- Due di noi - The Beatles (Two of Us) - film TV, regia di Michael Lindsay-Hogg (2000) - non accreditata
- Gypsy Girl – serie TV, vari episodi (2001)
- Randall & Hopkirk (Randall & Hopkirk (Deceased)) – serie TV, episodio 2x07 (2001)
- Ted and Alice – serie TV, vari episodi (2002)
- The Eustace Bros. – serie TV, episodio 1x05 (2003)
- Absolutely Fabulous – serie TV, episodi 1x06, 2x06, 5x08 (1992-2003)
- Fat Friends – serie TV, 4 episodi (2000-2005)
- Casualty 1909 – serie TV, episodi 1x02-1x05 (2009)
- Foyle's War – serie TV, episodio 7x01 (2010)
- L'ispettore Barnaby (Midsomer Murders) – serie TV, episodio 15x01 (2012)

### Sceneggiatrice
- Not So Much a Programme, More a Way of Life - serie TV, 4 episodi (1964-1965)
- My Father Knew Lloyd George, regia di Jack Gold (1965)
- The Late Show - serie TV (1966)
- Where Was Spring? - serie TV (1969)
- Beyond a Joke - serie TV (1972)
- After That, This - serie TV (1975)
- Six Days of Justice - serie TV (1975)
- Couples - serie TV (1976)
- Romance - serie TV, episodio 1x06 (1977)
- Crown Court - serie TV (1978)

## Doppiatrici italiane
- Maria Pia Di Meo in Donne in amore
- Valeria Falcinelli in La piccola principessa
- Manuela Andrei in Wimbledon